# 斯洛伐克德國保護區
斯洛伐克德国保护区（德语：Schutzzone）是纳粹德国在1939年分裂捷克斯洛伐克后在斯洛伐克第一共和国西部所建立的一个保护区。该地区的特殊地位在1939年3月23日的德国-斯洛伐克条约中确立，该条约规定斯洛伐克为德国保护国。1939年8月28日在布拉迪斯拉发（德语：Pressburg）签署的德国-斯洛伐克条约令该地成为德国保护区。

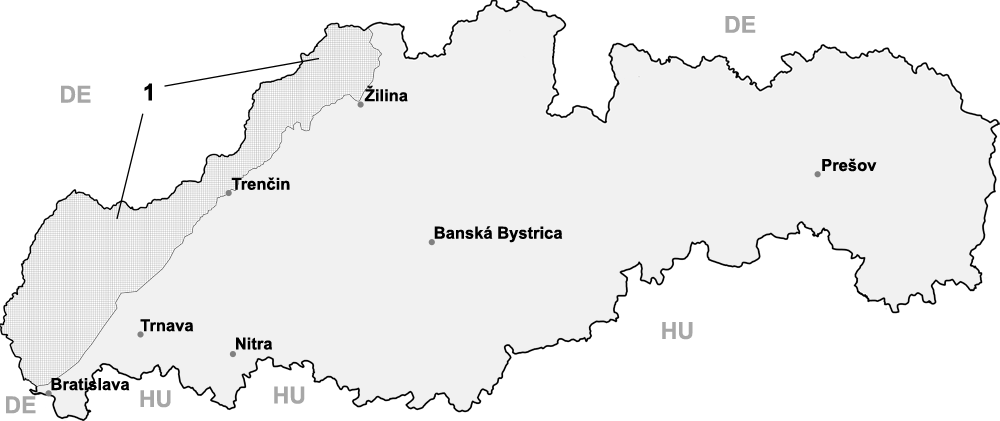
保护区的大小

该条约以军事占领的形式赋予德国国防军在指定地区行使政治和经济的权力。保护区以小喀尔巴阡山脉和白喀尔巴阡山脉的山脊为界。保护区设立目的是为了确保德国有权从斯洛伐克的领土入侵波兰。
然而，德国在整个战争期间一直保持着对保护区的控制，因为几个武器工厂和重要的前捷克斯洛伐克武器库都位于此地。